# Bjarne Saxhof
Bjarne Saxhof (22. februar 1953 – 31. december 2003 i Luzern i Schweiz) var lektor på Danmarks Tekniske Universitet og kendt som lidenskabelig bogsamler. Hans bogsamling omfattede adskillige sjældne værker, fx en førsteudgave af Thomas More: Utopia og af Isaac Newtons værker og en samling originale tegninger af Picasso.
Han ejede ligeledes det kendte antikvariat Frederiksberg Antikvariat på Gammel Kongevej i København og opkøbte lageret fra Politikens Antikvariat. Den væsentligste del af samlingen bestod af sjældne franske bogbind.
I en periode ejede han en andel af det lollandske gods Lidsø, som hans onkel, ingeniøren og opfinderen Ernst Henriksen havde erhvervet i 1960. Det var dennes formue, som gav Saxhof økonomisk frihed til sin samlermani. En del af formuen blev investeret i ejendomme på Strøget.
Saxhof havde et stort forbrug af alkohol, som formentlig forkortede hans liv. Han stiftede aldrig familie.
Ifølge hans testamente skulle en del af hans formue gå til oprettelsen af en fond, Bjarne Saxhofs fond til støtte for dansk forskning. Efter Saxhofs ønske skal fonden give midler til kræftforskning, forskning i Parkinsons sygdom og forskning i varmeenergi på Danmarks Tekniske Universitet.

## Fodnoter
1. ↑  "Historien om Lidsø Gods". Arkiveret fra originalen 8. oktober 2007. Hentet 17. januar 2009.